# 'т-Занд (Алфен-Хам)
'т-Занд (нід. 't Zand) — селище в нідерландській провінції Північний Брабант. Входить до муніципалітету Алфен-Хам.
Його площа становить 0,71 км², а населення станом на 2021 рік складало 170 осіб.
Перша згадка про населений пункт датується 1980 роком. Наразі у селищі нараховується близько 100 будинків.